# Borger (Texas)
Borger es una ciudad ubicada en el condado de Hutchinson en el estado estadounidense de Texas. En el Censo de 2010 tenía una población de 13.251 habitantes y una densidad poblacional de 583,25 personas por km².

## Geografía

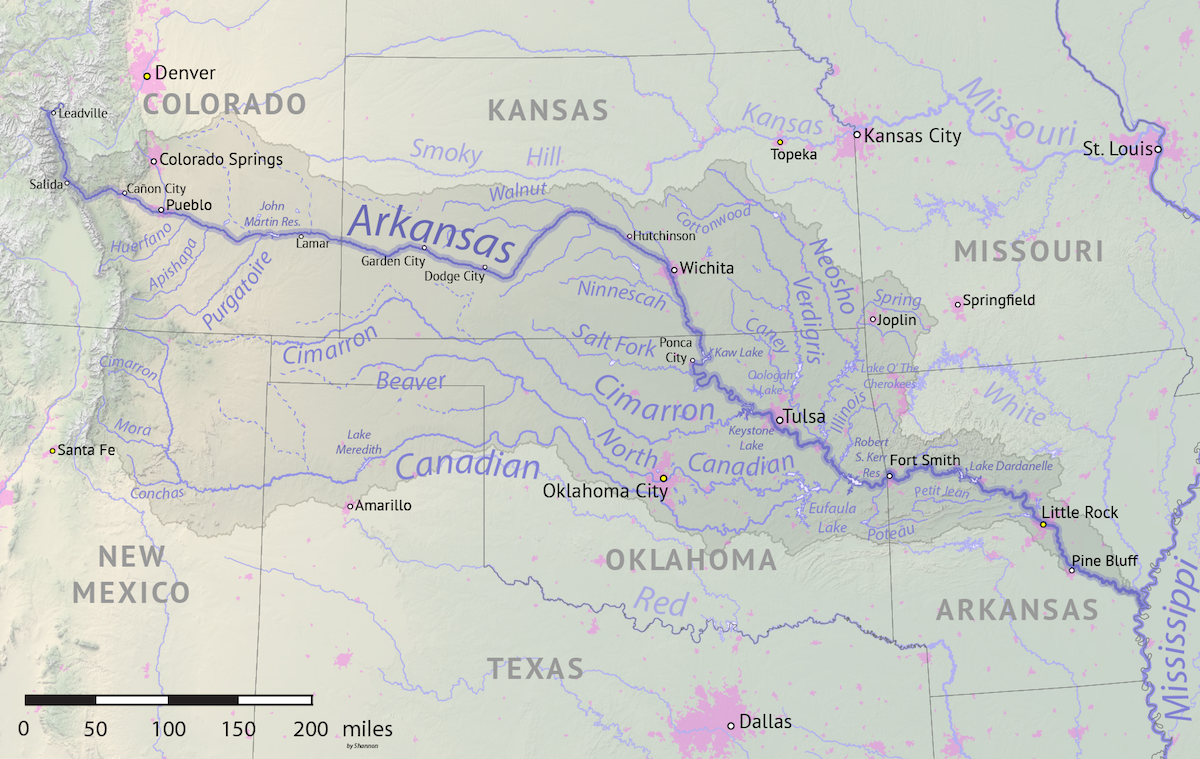
Borger en mapa del río Arkansas

Borger se encuentra ubicada en las coordenadas 35°39′34″N 101°24′9″O / 35.65944, -101.40250. Según la Oficina del Censo de los Estados Unidos, Borger tiene una superficie total de 22,72 km², de la cual 22,7 km² corresponden a tierra firme y (0.07%) 0,02 km² es agua.

## Demografía
Según el censo de 2010, había 13 251 personas residiendo en Borger. La densidad de población era de 583,25 hab./km². De los 13 251 habitantes, Borger estaba compuesto por el 80,56% blancos, el 3,61% eran afroamericanos, el 1,74% eran amerindios, el 0,48% eran asiáticos, el 0,04% eran isleños del Pacífico, el 10,38% eran de otras razas y el 3,18% pertenecían a dos o más razas. Del total de la población el 27,29% eran hispanos o latinos de cualquier raza.